# Platycnemis latipes
Platycnemis latipes är en trollsländeart som beskrevs av Jules Pièrre Rambur 1842. Platycnemis latipes ingår i släktet Platycnemis och familjen flodflicksländor. IUCN kategoriserar arten globalt som livskraftig. Inga underarter finns listade i Catalogue of Life.

## Bildgalleri

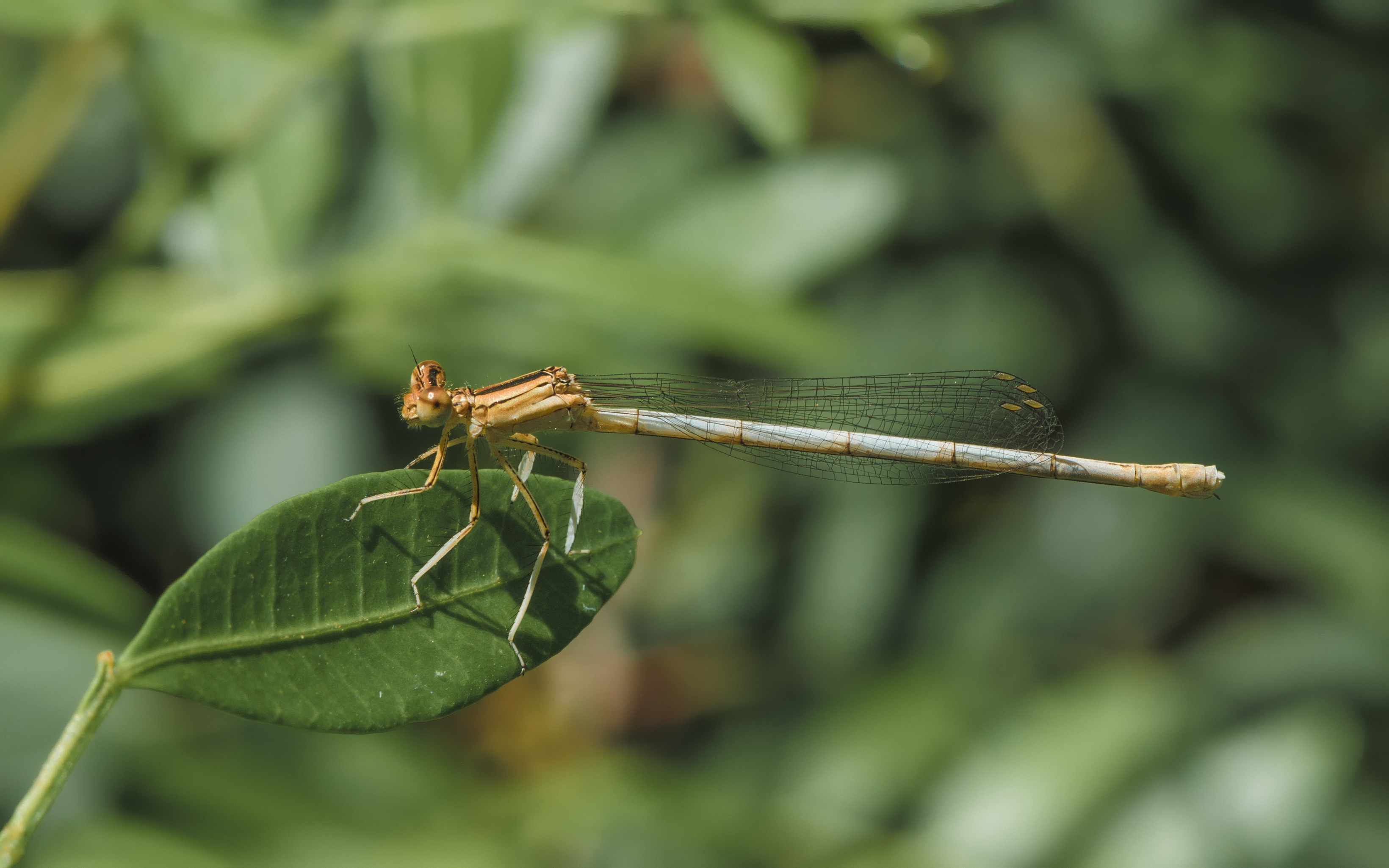
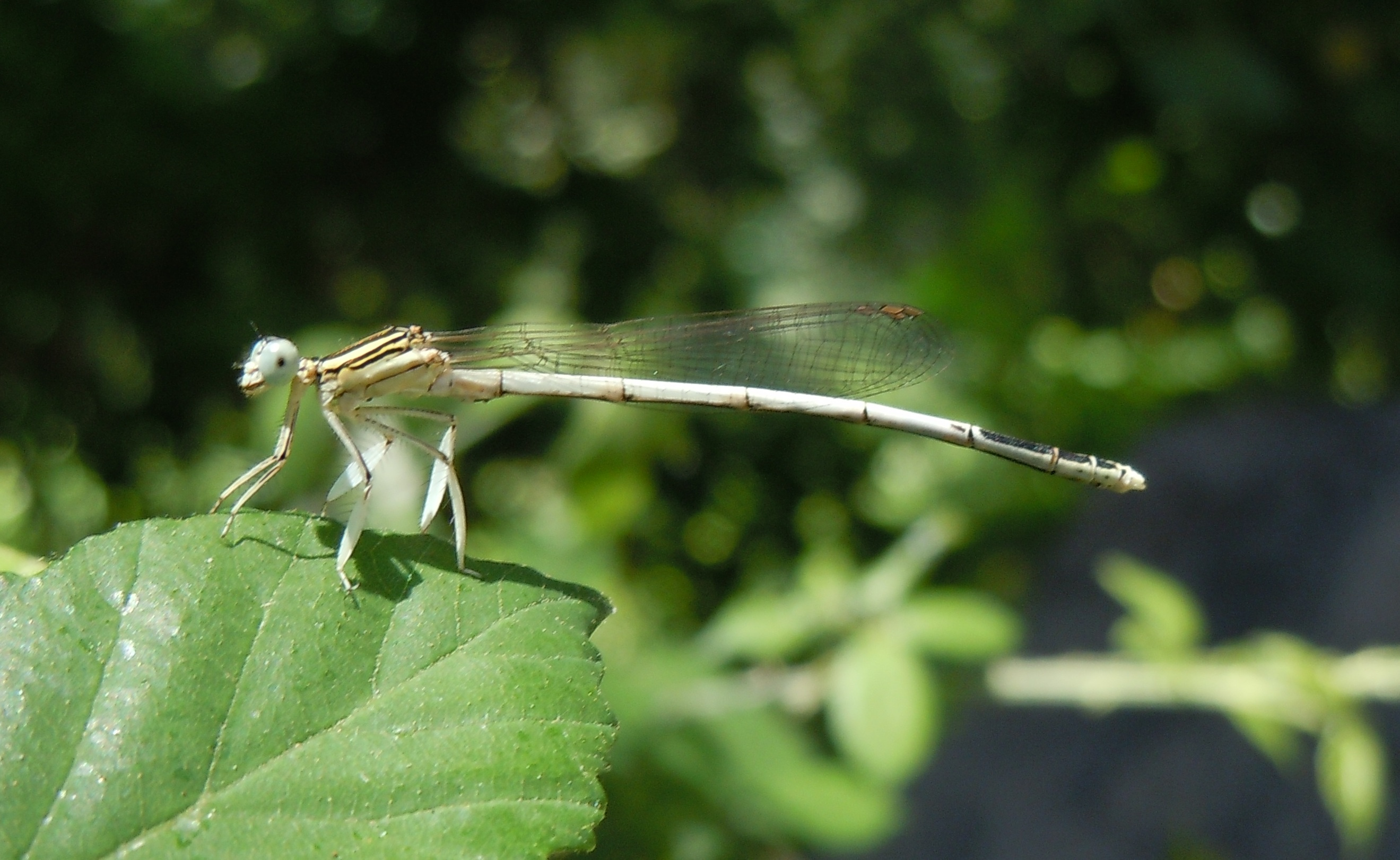
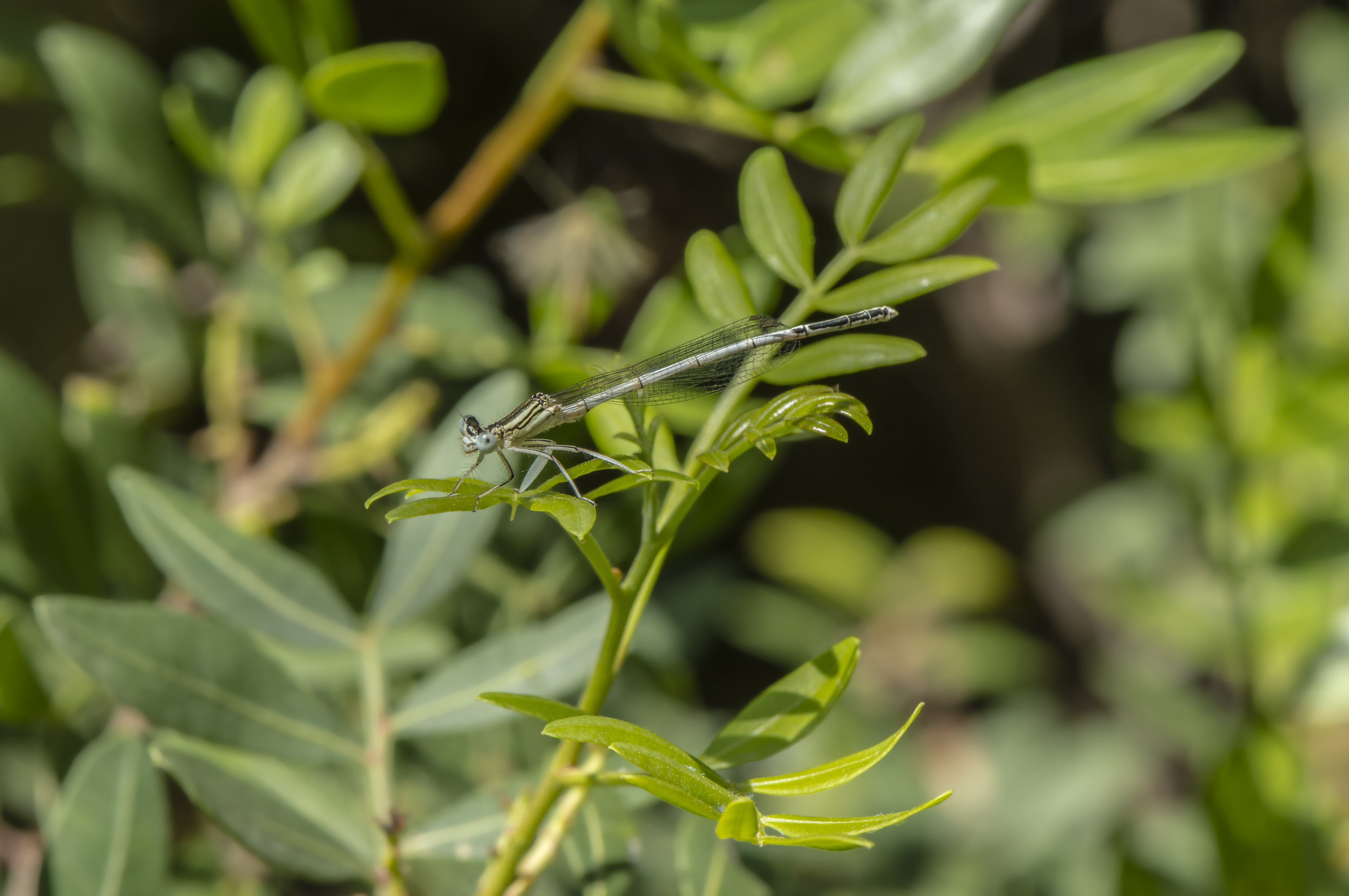
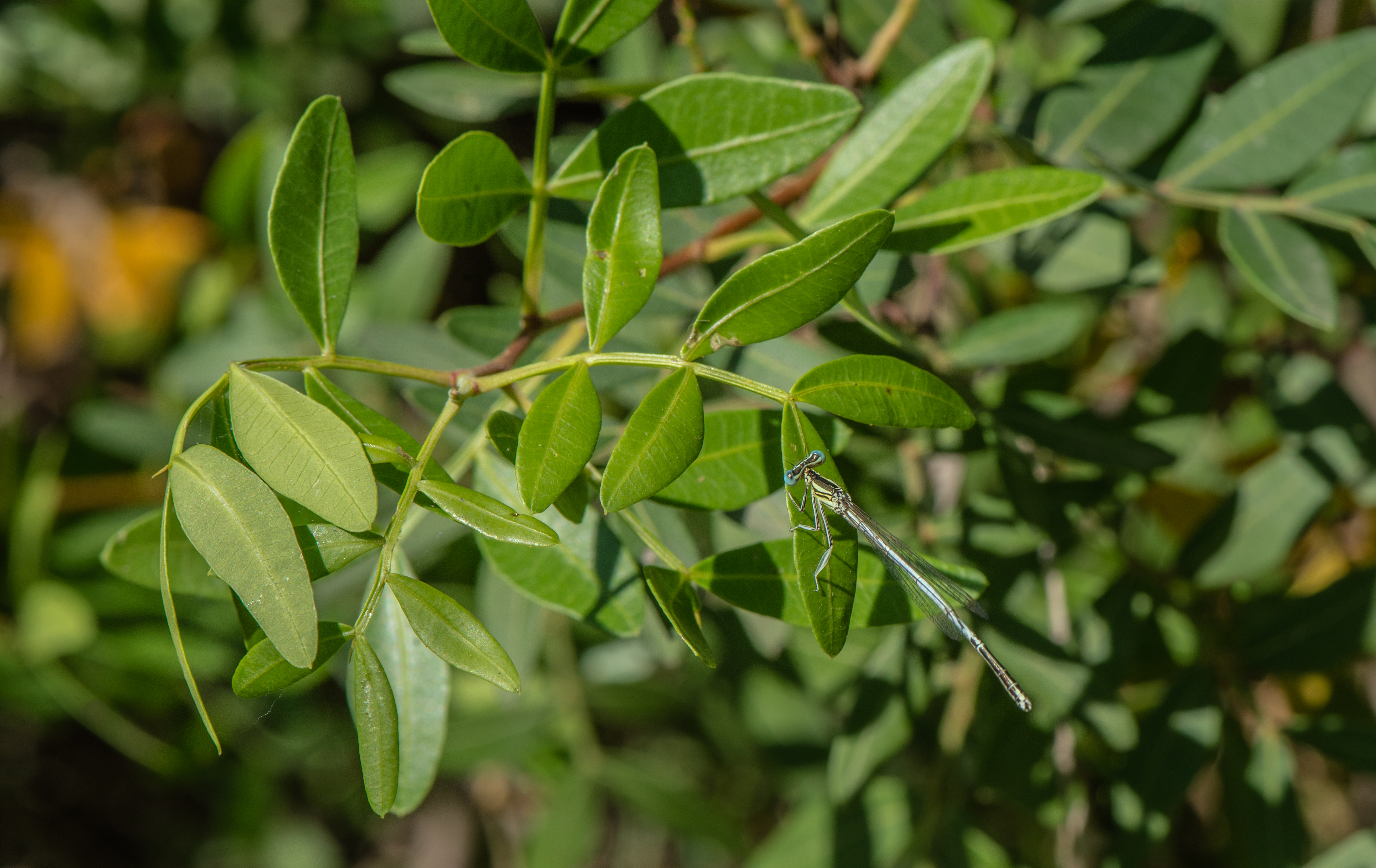
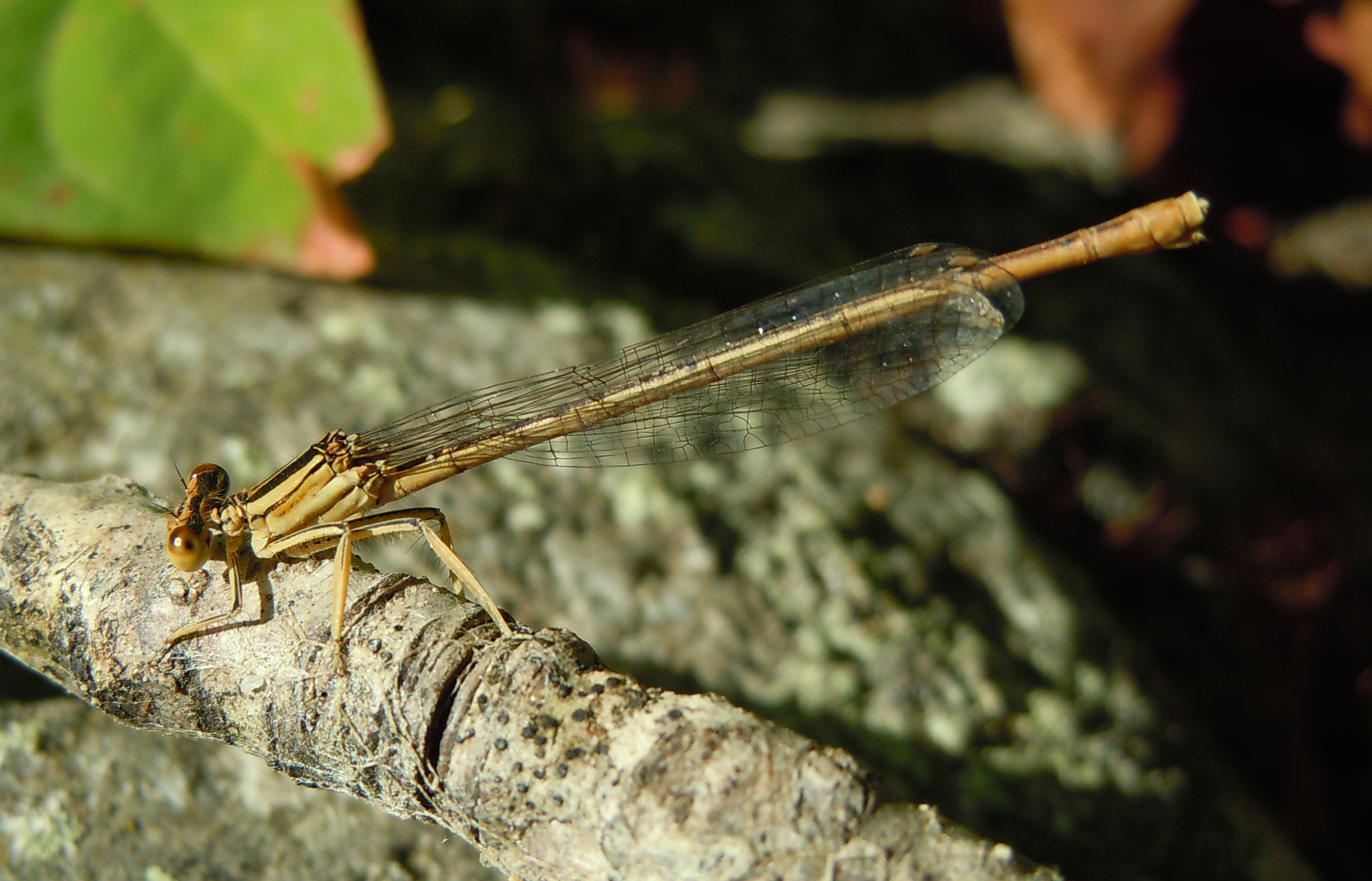
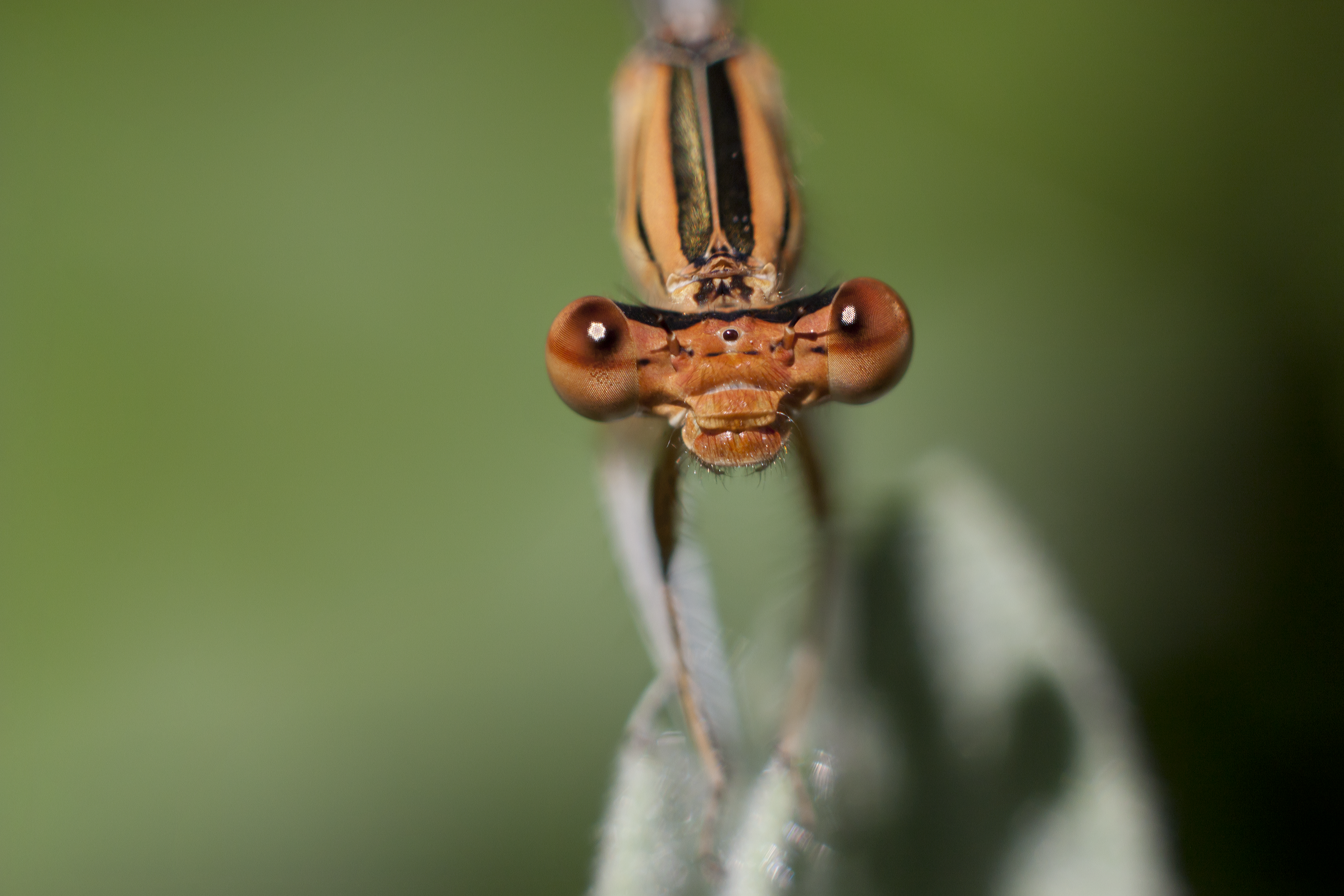